# Who’s Got the 10½?
Who’s Got the 10½? – dziesiąta płyta zespołu Black Flag wydana w marcu 1986 roku przez firmę SST Records. Nagrania pochodzą z koncertu, który odbył się 23 sierpnia 1985 roku w klubie „The Starry Night” Portlandzie.

## Lista utworów
1. Loose Nut – 4:00
2. I'm the One – 2:44
3. Annihilate this Week – 4:44
4. Wasted – 1:01
5. Bastard in Love – 3:00
6. Modern Man – 3:34
7. This is Good – 3:22
8. In My Head – 4:26
9. Sinking – 5:04
10. Jam – 4:05
11. Best One Yet – 2:35
12. My War – 3:47
13. Slip It In / Gimmie Gimmie Gimmie – 14:48
14. Drinking and Driving – 3:00
15. Louie Louie – 4:18 (cover Richarda Berry'ego

## Muzycy
- Henry Rollins – wokal
- Greg Ginn – gitara
- Kira Roessler – gitara basowa
- Anthony Martinez – perkusja